# حادث قافلة جيش يوغوسلافيا الشعبي في سراييفو (1992)
حادث قافلة جيش يوغوسلافيا الشعبي في ساراييفو 1992 وقع في سراييفو في 3 مايو 1992 في شارع دوبروفولياتشكا، سراييفو عندما هاجم أفراد من جيش جمهورية البوسنة والهرسك قافلة من قوات جيش يوغوسلافيا الشعبي التي كانت تغادر مدينة سراييفو وفقا لاتفاق الانسحاب.

## الخلفية
يُعتقد أن الهجوم قد حدث ردا على اعتقال رئيس جمهورية البوسنة والهرسك علي عزت بيغوفيتش الذي اعتقل في مطار سراييفو الدولي من قبل جيش يوغوسلافيا الشعبي في اليوم السابق.

## الهجوم
بدأ الهجوم بفصل القافلة عندما اصطدمت بسيارة. ثم اندلع قتال متقطع وغير منظم لعدة دقائق داخل القافلة وحولها.
صرح قائد الجيش البوسني سيفير خليلوفيتش في وقت لاحق عن الحادث «أن مقاتلينا ومدنيينا تصرفوا بشكل عفوي وقطعوا القافلة إلى نصفين».
في كتابه «صانع السلام: الطريق إلى ساراييفو» وصف قائد قوات حفظ السلام التابعة للأمم المتحدة الجنرال لويس ماكنزي الذي كان في القافلة ما رآه: «لقد رأيت جنود الدفاع الإقليمي يدفعون بنادقهم عبر نوافذ سيارات المدنيين والتي كانوا جزء من القافلة وأطلقوا النار [...] رأيت الدم يتدفق على الزجاج الأمامي. كان بالتأكيد أسوأ يوم في حياتي».

## فيما بعد
ذكر ممثلو الادعاء الصرب أن 42 جندي من جيش يوغوسلافيا الشعبي قُتلوا في الهجوم الذي وقع في 2 و 3 مايو في سراييفو وذكروا القضية التي تغطي هذه الأحداث «قضية دوبروفولياتشكا». أكد الجنرال ميلوتين كوكانياس قائد جيش يوغوسلافيا الشعبي في سراييفو أن 4 ضباط وجندي ومدني واحد قتلوا في الهجوم في شارع دوبروفولياتشكا فقط.

## الجدل
فتح مكتب المدعي العام الصربي تحقيقا مما أثار الجدل في البوسنة والهرسك وصربيا. ادعى عضوان في رئاسة الدولة حارث سيلايديتش وجيليكو كومشيتش أن تصرف صربيا انتهك اتفاق روما. حضر الرؤساء اجتماع مع أعضاء رئاسة البوسنة في زمن الحرب وهم تاتيانا ليوجيتش مياتوفيتش وإيفو كومشيتش وميرو لازوفيتش وإيجوب غانيتش وخلصوا إلى أن صربيا انتهكت اتفاق روما لعام 1996 وفشلت في التماس رأي المحكمة الجنائية الدولية ليوغوسلافيا السابقة قبل اتخاذ إجراء و «لذلك انتهكت أحكام القانون الدولي».
أصدرت محكمة بلغراد أوامر توقيف بحق 19 مسؤول سابق في الحكومة البوسنية. ونفى إيجوب جانيتش العضو السابق في رئاسة البوسنة في زمن الحرب والذي كان من بين الأشخاص المطلوبين للهجوم المزاعم مشيرا إلى أن الهجوم على قافلة جيش يوغوسلافيا الشعبي كان يهدف إلى ضرب خاطفي عزت بيغوفيتش بعد أسره من قبل قوات صرب البوسنة. تم القبض على جانيتش في لندن ولكن سرعان ما تم إطلاق سراحه منذ أن حكم القاضي تيموثي وركمان بأن جيش يوغوسلافيا الشعبي كان جيش معادي في حرب مع البوسنة والهرسك وبالتالي فهو هدف مشروع. في عام 2003 رفضت المحكمة الدولية للعدالة القضية مشيرة إلى أن تصرفات محكمة العدل الدولية لا تشكل انتهاك للقانون.
في 3 مارس 2011 تم القبض على يوفان ديفياك في فيينا بسبب مذكرة توقيف من صربيا. ومع ذلك قالت النمسا إنها لن تسلمه إلى بلغراد. في عام 2003 قضت المحكمة الجنائية الدولية ليوغوسلافيا السابقة أيضا بعدم وجود أساس لمحاكمة ديفجاك. وفي عام 2012 فعل مكتب المدعي العام للبوسنة والهرسك الشيء نفسه.